# Gare de Monnerville
Gare de Monnerville – przystanek kolejowy w Monnerville, w departamencie Essonne, w regionie Île-de-France, we Francji.
Jest przystankiem Société nationale des chemins de fer français (SNCF), obsługiwanym przez pociągi TER Centre-Val de Loire.

## Położenie
Znajduje się na km 69,793 linii Paryż – Bordeaux, pomiędzy stacjami Guillerval i Angerville, na wysokości 144 m n.p.m.

## Linie kolejowe
- Paryż – Bordeaux